# St. Raymund (Breitenberg, Niederbayern)

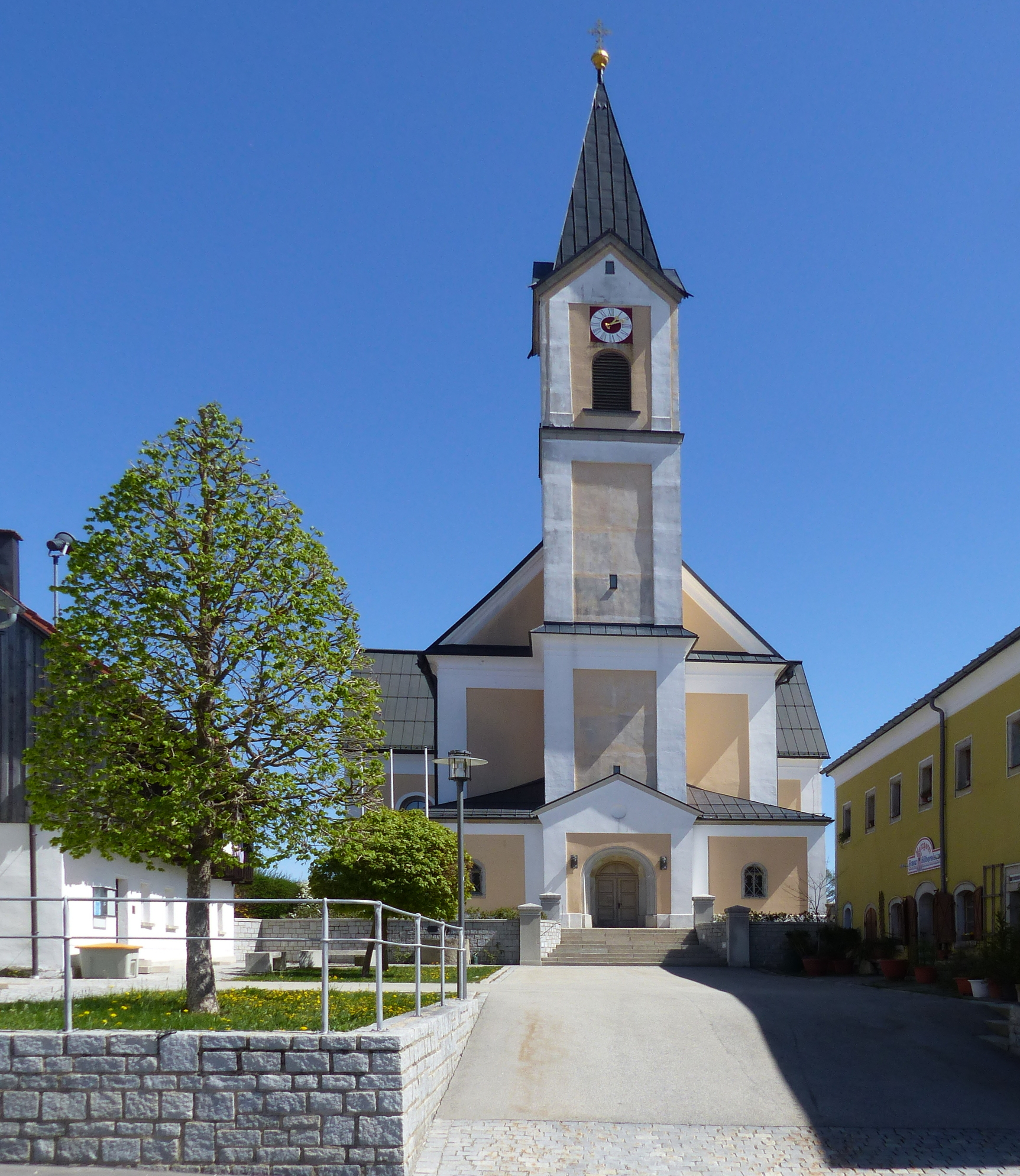
Katholische Pfarrkirche Breitenberg St. Raymund

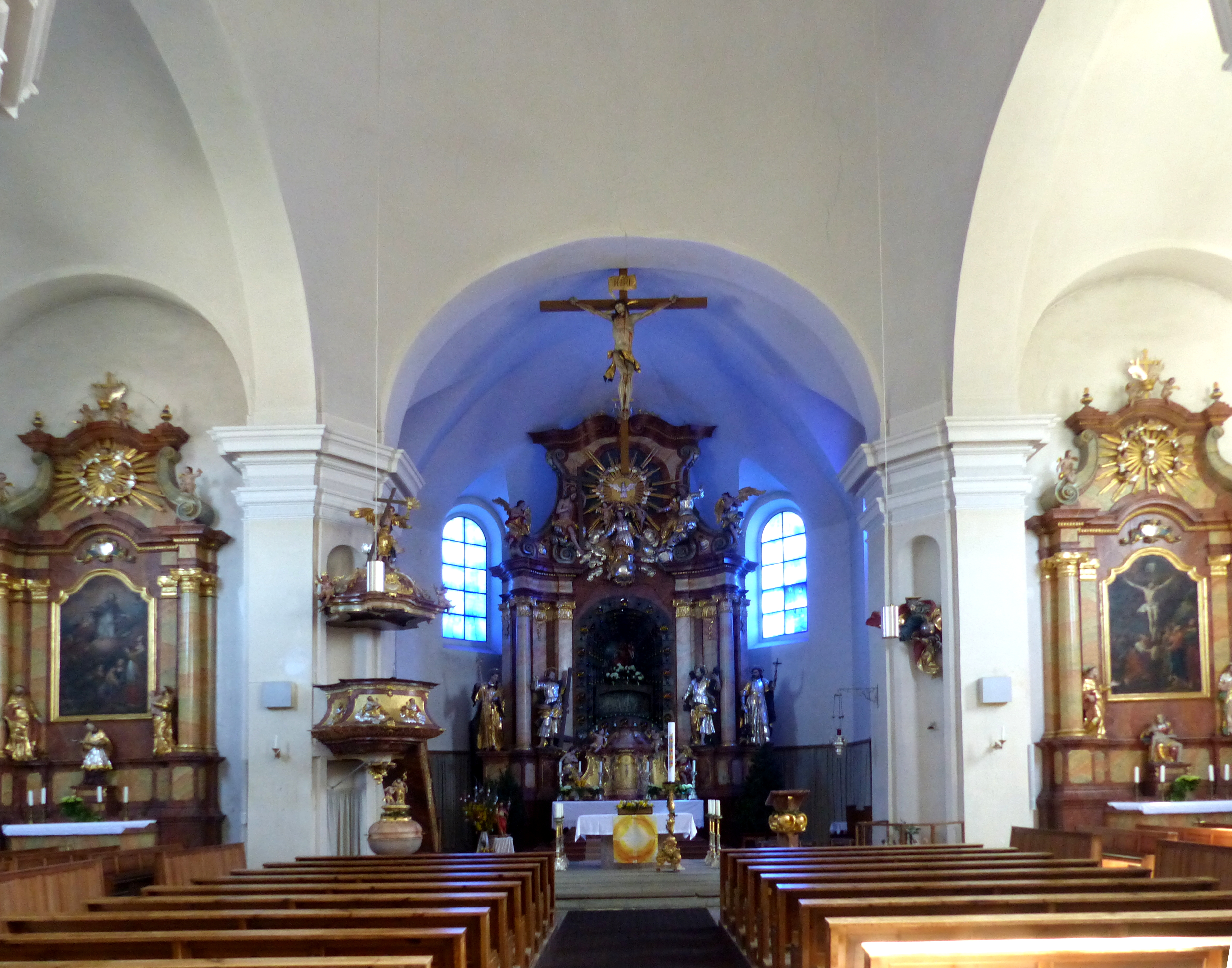
Langhaus, Blick zum Chor

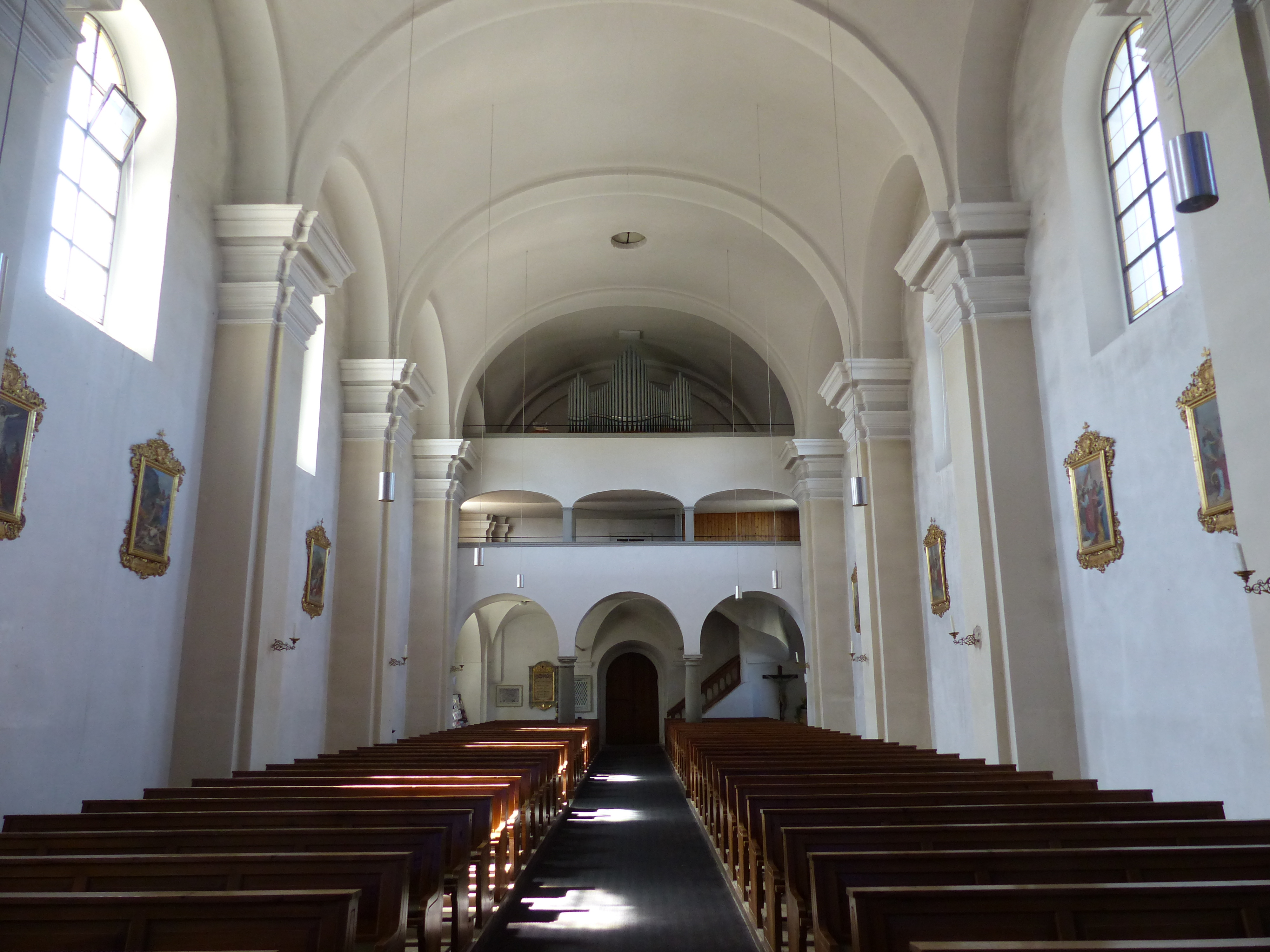
Langhaus, Blick zur Orgelempore

Die römisch-katholische Pfarrkirche Breitenberg ist ein Gotteshaus im Zentrum der Gemeinde Breitenberg im niederbayerischen Landkreis Passau. Das Kirchengebäude wurde als einfache Dorfkirche zum Beginn des 18. Jahrhunderts begonnen. In den folgenden Jahrhunderten erfolgten stetige Erweiterungsbauten und Umbauarbeiten.

## Lage und Namensgebung
Die Kirche (Adresse: Dreisesselstraße 4) steht erhöht auf einer Bergrippe mitten im Ort und ist damit ortsbildprägend. Die Kirchgänger erreichen das sakrale Bauwerk über eine längere Freitreppe. Die dem Patrozinium des Heiligen Raimund von Penyafort unterstellte Pfarrkirche gehört zum Dekanat Hauzenberg im Bistum Passau. Das Bauwerk steht zusammen mit dem entsprechenden Pfarrhaus unter Denkmalschutz.

## Geschichte
Die Katholiken beim Dreisesselberg wurden anfangs von Wegscheid aus seelsorglich betreut. Unter dem Bischof Wenzeslaus von Thun und Hohenstein (1664–1673) begann die geplante Besiedlung von Wenzelsreut, das später den Namen Breitenberg erhielt. Die Pfarre wurde am 30. Oktober 1721 von Raymund Ferdinand von Rabatta (1713–1721) gegründet.
Die Fundamente der Kirche wurden im Mai 1720 unter dem Baumeister Johann Angeli gelegt und am 10. September 1727 wurden Pfarrkirche und Altäre geweiht. Um 1751 wurde nördlich am Turm eine Totenkapelle angebaut. Von 1842 bis 1844 wurde die Kirche um die seitlichen Querschiffe und den Chor erweitert und am 15. Oktober 1844 geweiht. Im 19. Jahrhundert wurde die Pfarrkirche um die Kapelle südlich am Turm, das vorgelagerte Westportal, die Sakristei und die Lourdesgrotte erweitert.
Bereits 1936 und 1964 erfolgten Renovierungen des Kirchturms. Zuletzt in den 2000er Jahren wurde durch eine einheimische Firma der Kirchturm umfassend renoviert und eine neue Turmkugel aufgesetzt.

## Architektur

### Außen
Der einschiffige barocke Kirchenbau mit stattlichen Ausmaßen (55 m lang und 28 m breit) wirkt unaufdringlich und schlicht. Das später angebaute Querhaus und der Chor sind auf das Langhaus mit vier Fensterachsen abgestimmt, die Ecken der Vierung sind abgeschrägt, wodurch der Eindruck eines Zentralraums entsteht.
Im Erdgeschossbereich des Westturms befindet sich das Hauptportal, an der Nord- und Südseite des Querhauses gibt es je einen Seiteneingang. Der dreietagige Turm trägt die Glockenstube mit rundbogigen Schallöffnungen. Ein Spitzhelm mit einer Turmkugel und einem großen vergoldeten Kreuz darüber schließen das Turmbauwerk ab. Im Turmknauf fanden Bauarbeiter eine im Jahr 1955 neu angefertigte Urkunde mit Details aus der Vergangenheit, die ältere wurde während der Renovierung in der NS-Zeit entfernt.
Im Kirchturm befindet sich eine mechanische Turmuhr aus dem Jahr 1802.
An der Südseite des Presbyteriums ist die Sakristei angefügt.

### Innen
Der Altarraum wird vom goldverzierten Hochaltar beherrscht, dahinter, in der Halbrundapsis, sind hochrechteckige Altarfenster eingelassen, die mit blauem Glas gestaltet sind. Auf einem vorgezogenen Treppenpodest steht der aus Naturstein gefertigte Ambo, mit vergoldeten überbordenden steinernen Schleifen verziert.
Die Vierung ist mit einer Flachkuppel abgeschlossen, die restlichen Bauteile stützen ein kräftiges Tonnengewölbe. Die einzelnen Joche sind durch Wandpfeiler mit halbkreisförmigen Gurten gegliedert. Im westlichen Joch ist eine zweigeschossige Empore eingebaut, auf der die Orgel mit 17 Registern der Firma Eisenbarth aus dem Jahr 1955 installiert ist.
Die Kirche ist weder mit Deckenmalereien noch mit Stuck geschmückt, die einzige Wandbetonung sind ausgeprägte Gesimse mit Kapitellen über den Wandpfeilern und an der Vierung sowie die 15 großen rundbogigen Fenster.

## Ausstattung
Der barocke Hochaltar, der vor dem Jahr 1720 hergestellt wurde, ist eine Stiftung des Grafen Johann Ferdinand von Salburg. Das Hochaltarbild zeigt den Patron der Kirche, den hl. Raymund, gemalt vom Passauer Hofbildmaler Johann Georg Unruhe in der zweiten Hälfte des 18. Jahrhunderts: Das Bild befindet sich zwischen jeweils drei Pilastern und zwei vorgestellten Säulen, vor den Pilastern stehen von links nach rechts die Statuen der Heiligen Leonhard, Petrus, Andreas und Franz Xaver. Der obere Abschluss des Hochaltars zeigt die Figurengruppe Maria auf Wolken schwebend und gekrönt durch die Dreifaltigkeit mit Engeln.
Den Tabernakel im Frührokokostil mit zwei anbetenden Engeln schuf Franz Stadler aus Neufelden 1748. Auf ihm befindet sich eine Kopie des Gnadenbildes Maria Plain bei Salzburg. Eine barocke Tradition der Kirche besteht darin, dass vom Karfreitag bis zum Fest der Barmherzigkeit am Weißen Sonntag anstatt des Hochaltarbildes ein Heilig-Grab dargestellt wird.
Die beiden Seitenaltäre wurden im Zuge der Erweiterung der Pfarrkirche 1848 unter Verwendung der alten Teile vergrößert und umgestaltet. Sie zeigen Ölgemälde, links der hl. Johannes Nepomuk und rechts die Kreuzigung Christi von Johann Georg Unruhe. Sie tragen die um 1780 entstandenen Spätrokoko-Figuren der Heiligen Josef, Dominikus bzw. Petrus Martyr und Andreas Avellino.
Die Kanzel entstand in der gleichen Werkstatt wie die Krönung Mariens am Hochaltar. Der Kanzelkorb ist elegant geschweift und zeigt Reliefs der vier Evangelisten, die auf Wolken sitzend ihre Attribute halten, der Schalldeckel ist reich verziert und ist mit einem großen Engel mit Kreuz und Kelch und von drei zierlichen Putten bekrönt. Gegenüber der Kanzel befindet sich die barocke Holzfigur Gottvater.
Beim Triumphbogen hängt am Gewölbe ein überlebensgroßes Kruzifix aus dem Frührokoko um 1730. Zeitgleich entstand auch die Pietà auf dem südlichen Seitenaltar.

## Glocken
Im Kirchturm hängt ein Geläut aus vier Bronzeglocken. Nur die größte Glocke, von Carl Samassa aus Passau hergestellt, stammt aus der Mitte des 19. Jahrhunderts (Gussjahr 1848), die übrigen drei wurden 1954 gegossen. Die früheren Bronzeglocken mussten um 1940 zu Kriegszwecken (Zweiter Weltkrieg) abgeliefert werden. Das neue dreistimmige Geläut wurde in der Gießerei Rudolf Perner, Passau, gegossen. Alle Glocken tragen Namen und verfügen über folgende Eigenschaften:
| Name    | Schlagton | Gewicht in kg | unterer Durchmesser in cm | Bemerkungen |
| ------- | --------- | ------------- | ------------------------- | --- |
| Raymund | e1        | 850           | 1200                      | Inschrift in der Schulter: N HONOREM S. RAYMUNDI * ORA PRO NOBIS Inschriften am unteren Rand: PERRISTA (?per ista) MIRABILIA TVEATVR NOS DEVS A. FVLGVRA ET TEMPESTATE * DEVS, HOMO, MATER VIRGO, PANIS, CARO, VINVM, SANOVIS (?Sanguis) [Kreuz] / GEGOSSEN VON CARL SAMASSA IN PASSAV [Kreuz] 1848 [Kreuz] (dt: Durch diese wunderbaren Dinge soll uns Gott vor Blitz und Unwetter schützen. Gott, Mensch, jungfräuliche Mutter, Brot, Fleisch, Wein, Blut.) |
| Joseph  | g1        | 640           |                           | Glockenweihe am 7. November 1954 |
| Maria   | a1        | 445           |                           | Glockenweihe am 7. November 1954 |
| Konrad  | c2        | 266           |                           | Glockenweihe am 7. November 1954 |

## Gemeinde

### Seelsorger (Auswahl)
- in den 1940er Jahren: Franz Xaver Moser[1]
- seit 2000, September: Wolfgang Hann von Weyhern (betreut den Pfarrverband Breitenberg-Sonnen)[7]

### Gruppen und soziale Einrichtungen (Auswahl)
Die Pfarrgemeinde unterhält einen kirchlichen Kindergarten, für den 1975 ein Neubau eröffnet worden war (Doblingerstr. 1).
In der Gemeinde gibt es einen ehrenamtlichen Besuchsdienst, der Jubilare oder kranke und/oder Senioren betreut. – Der Kirchenchor trägt den Namen Singegemeinschaft Lackenhäuser. Die Gemeindemitglieder unterstützen die Hauzenberger Tafel.
Seit dem Jahr 2000 erscheint regelmäßig der Raymund-Bote, Pfarrbrief der Katholischen Pfarrgemeinde St. Raymund Breitenberg.